# De jongen
De jongen (Zweeds: Pojken) is een roman uit 2018 van de Zweedse auteur Tova Gerge. Het boek werd naar het Nederlands vertaald door Eline Jongsma en in 2020 uitgegeven door Uitgeverij Nobelman.

## Verhaal
Het verhaal volgt een naamloze jonge man met een voorliefde voor sadomasochisme. Hij studeert filmstudies en raakt verwikkeld in een relatie met een medestudent, die tijdens de colleges voor hem zit. Er is sprake van een ongelijke relatie en de verteller heeft weinig op met de oude, traditionele normen en waarden. De roman beschrijft een relatie van ongeveer een jaar, waarin de verteller macht uitoefent over 'de jongen' en hem dagelijks vernedert en kleineert.  